# Oplenac

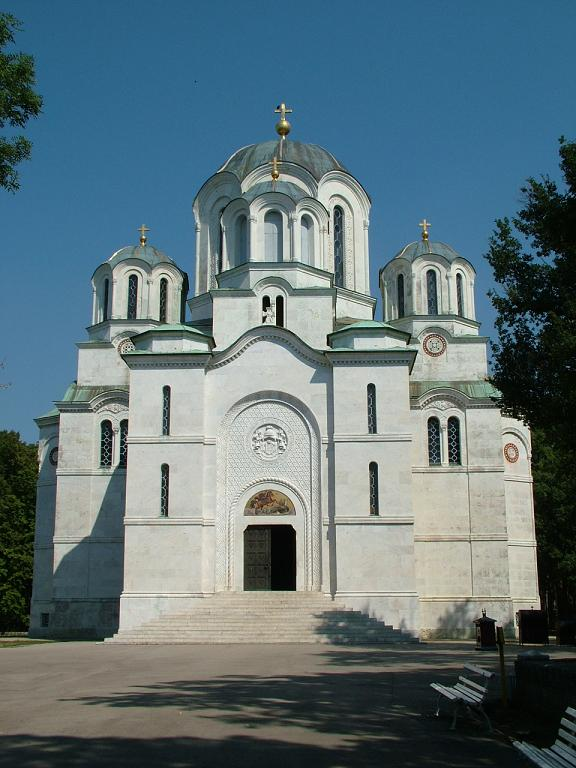
Sankt Georges kyrka

Oplenac Mausoleum (serbiska: Опленац) är den serbiska kungafamiljen Karađorđevićs historiska mausoleum. Oplenac ligger i staden Topola. Den är känd för Sankt Georges kyrka (црква светог Ђорђа) som byggdes på initiativ av kung Peter I av Serbien. Tjugotvå medlemmar från sex generationer Karađorđević har fått sina vilorum i kyrkan. Kyrkan började byggas 1907 men stod inte klar förrän flera år senare.
Den ursprungliga idén som kung Peter I hade var att rista in namnen på alla soldater och officerare som hade stupat i Balkankrigen (1912-1913) på väggarna. Men eftersom kyrkan inte var helt fullbordad och första världskriget hann börja (1914-1918) övergavs idén. Istället dekorerades insidan med mosaik, vilket skulle vara ett slags museum av reproduktioner av de vackraste och heligaste fresker från den serbiska medeltida konsten. I templet finns 725 reproducerade fresker från 60 serbiska medeltida kyrkor och kloster. På de 725 målade kompositionerna (513 i templet och 212 i kryptan) återfinns 1 500 personer. Mosaiken täcker en total areal om 3500 kvadratmeter och består av över 40 miljoner mosaikbitar med 15 000 olika sorters färger.